# Bronowo, Tỉnh West Pomeranian
Bronowo [brɔˈnɔvɔ] (trước đây Đức Brunow) là một ngôi làng ở quận hành chính của Gmina Polczyn-Zdrój, trong Świdwiński, Zachodniopomorskie, ở tây bắc Ba Lan. Nó nằm khoảng 11 kilômét (7 mi)  phía tây nam Połczyn-Zdrój, 16 km (10 mi) về phía đông nam của Świdwin và 98 km (61 mi) về phía đông của thủ đô khu vực Szczecin.
Trước năm 1945, khu vực này là một phần của Đức. Đối với lịch sử của khu vực, xem Lịch sử của Pomerania.